# نادي اليرموك (سوريا)
نادي اليرموك الرياضي هو نادي كرة قدم سوري من مدينة حلب. تم تأسيس النادي عام 1925 من قبل أرمن سوريا بمسمى «هومنتمن». يلعب مبارياته على ملعب السابع من نيسان. تمكن من الحصول على كأس سوريا عام 1964.